# Rosa albertii
Rosa albertii là loài thực vật có hoa trong họ Hoa hồng. Loài này được Regel miêu tả khoa học đầu tiên năm 1883.